# سیندی ویلیامز
 سیندی ویلیامز (انگلیسی: Cindy Williams؛ زادهٔ ۲۲ اوت ۱۹۴۷ – درگذشتهٔ ۲۵ ژانویهٔ ۲۰۲۳) هنرپیشه آمریکایی بود. وی از سال ۱۹۷۰ تا ۲۰۲۳ میلادی مشغول فعالیت بود.
از فیلم‌هایی که وی در آن نقش داشته است می‌توان به دیوارنویسی آمریکایی و مکالمه اشاره کرد.